# Saint-Mathieu (Québec)
Saint-Mathieu è un comune del Canada, situato nella provincia del Québec, nella regione di Montérégie.